# Umschlossener Strahler

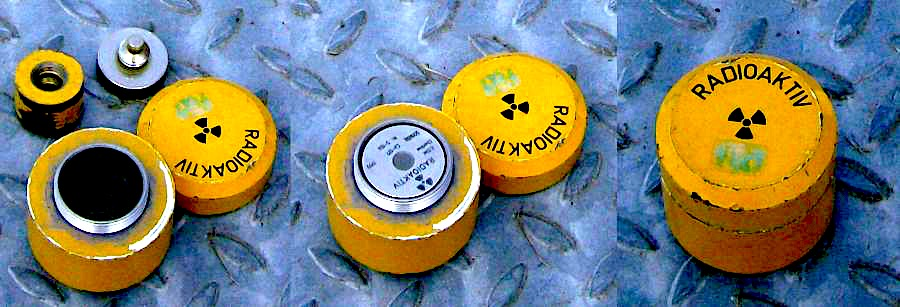
^{137}Cs-Prüfstrahler. Der radioaktive Stoff befindet sich in den beiden metallisch glänzenden Körpern, die jeweils den umschlossenen Strahler darstellen. Die gelben Hüllen sind Transportbehälter aus Blei.

Teilschnitt einer typischerweise in der Strahlentherapie angewandten Kapsel:
A. Strahlenschutzbehälter nach internationalem Standard (meistens Blei)
B. Halterung
C. Strahlenquelle bestehend aus
D. einem zusammengeschweißten Stahlbehälter
E. Stahldeckel
F. und einer inneren Abschirmung, meistens aus einer Uran- oder Wolframlegierung, die den
G. Zylinder mit radioaktivem Material umgibt, häufig Kobalt-60. Der Durchmesser des inneren Zylinders beträgt 30 mm.

Ein umschlossener radioaktiver Stoff, auch umschlossener Strahler, ist atomrechtlich definiert als ein radioaktiver Stoff, der so ummantelt oder eingebettet ist, dass ein Austritt von radioaktiver Substanz bei üblicher betriebsmäßiger Beanspruchung mit Sicherheit verhindert wird. Das Objekt, von dem der Stoff ummantelt oder in das er eingebettet ist, muss dabei in einer Dimension mindestens 2 mm messen, damit eine Inkorporation des Objekts erschwert wird.
Umschlossene Radioaktive Stoffe sind von offenen radioaktiven Stoffen abzugrenzen, als die alle radioaktiven Stoffe definiert sind, die nicht umschlossen sind.